# 내그웨어
내그웨어(nagware)는 사용자가 소프트웨어를 등록하는 비용을 지불하도록 상기시키는 셰어웨어의 일종이다.
등록 및 비용 지불을 요청하는 메시지(이것을 내그 스크린(nag screen)이라 부른다)는 보통 프로그램을 시작할 때 표시되거나, 사용자가 사용하는 도중에 간헐적으로 나타나기도 한다. 이러한 메시지는 화면의 일부를 가리는 창이나 빨리 닫히는 대화 상자 형태로 표시된다. 어떤 내그웨어는 일정 시간마다 사용자가 계속 프로그램을 사용하기 위해서는 기다리도록 하기도 한다.
이런 방법을 사용하는 목적은 사용자가 메시지들이 너무 방해되는 나머지 없애기 위해 등록하게끔 유도하는 것이다. 일반적으로 이런 방법은 오히려 효과를 떨어뜨리기도 한다. 사용하는 데 너무 방해되는 프로그램은 사용자가 평가 기간을 다 채우지 않고 사용을 중단하기도 하며, 이것은 그만큼 판매가 되지 않는 것이다.
널리 알려진 내그웨어로는 WinRAR, WinZip, mIRC 등이 있다. 이들 프로그램은 시험 기간이 끝나면 사용자에게 프로그램을 사도록 유도하는 창을 띄운다.

## 참고 문헌
- Ian Parberry (1997년 3월 5일). "The Internet and the Aspiring Games Programmer". University of North Texas.